# Soloterminospora caffra
Soloterminospora caffra är en svampart som beskrevs av Matsush. 1996. Soloterminospora caffra ingår i släktet Soloterminospora, divisionen sporsäcksvampar och riket svampar.   Inga underarter finns listade i Catalogue of Life.